# یدید جیوه (II)
یدید جیوه (II) (به انگلیسی: Mercury(II) iodide) با فرمول شیمیایی HgI۲ یک ترکیب شیمیایی است. که جرم مولی آن ۴۵۴٫۴۰ g/mol می‌باشد. شکل ظاهری این ترکیب، پودر قرمز و نارنجی است.